# Fensal (Titan)
Fensal is een methaanzee op de Saturnusmaan Titan op 5°N 30°W. het is vernoemd naar Fensal, het Noordse hemelse paleis. Er wordt gedacht dat deze regio's van Titan zeeën waren voordat ze droog vielen.
Fensal is bezaaid met vele kleine "eilanden". Het wordt begrensd door de gebieden: Xanadu in het westen, Senkyo in het oosten, en Aztlan in het zuiden.